# Вольный Стан
Во́льный Стан — село в Буинском районе Республики Татарстан, в составе Энтуганского сельского поселения.

## География
Село находится на реке Ташлык, в 37 километрах к западу от города Буинск.
Вдоль деревни проходит автомобильная дорога регионального значения «Вольный Стан — Яшевка».

## История
Село известно с 1615 года как деревня Чепкас.
В XVIII — первой половине XIX веков жители относились к категориям государственных и удельных крестьян, несли лашманскую повинность. Занимались земледелием, разведением скота, мукомольным промыслом, извозом, бакалейной торговлей.
В «Списке населенных мест по сведениям 1859 года», изданном в 1863 году, населённый пункт упомянут как лашманская деревня Чепкасы (Вольный Стан) 2-го стана Буинского уезда Симбирской губернии. Располагалась при вершине речки Чепкаса, по левую сторону коммерческого тракта из Буинска в Алатырь, в 36 верстах от уездного города Буинска и в 30 верстах от становой квартиры в удельной деревне Шихарданы. В деревне в 112 дворах жили 974 человека (494 мужчины и 480 женщин). Была мечеть.
В начале XX века здесь функционировали 3 мечети с 3 медресе, 16 торгово-промышленных заведений. В этот период земельный надел сельской общины составлял 2456,3 десятины.
До 1920 года село входило в Энтугановскую волость Буинского уезда Симбирской губернии. С 1920 года в составе Буинского кантона ТАССР. С 10 августа 1930 года в Дрожжановском, с 10 февраля 1935 года в Будённовском, с 29 ноября 1957 года в Цильнинском, с 12 октября 1959 года в Буинском районах.
В 1933 году в селе организованы колхозы имени Фрунзе и «Ударник» (с 2000 г. сельскохозяйственный производственный кооператив имени Фаттахова, с 2004 г. ООО «Агрофирма «Дружба», с 2013 г. ООО «Ак Барс Буинск»)

## Население
| 1859 | 1897   | 1910   | 1920   | 1926   | 1938   | 1949   | 1979  | 1989  | 2000  | 2010 | 2015 |
| ---- | ------ | ------ | ------ | ------ | ------ | ------ | ----- | ----- | ----- | ---- | ---- |
| 974  | 1855 ↗ | 1716 ↘ | 1783 ↗ | 1621 ↘ | 1472 ↘ | 1219 ↘ | 988 ↘ | 636 ↘ | 570 ↘ | 445↘ | 420↘ |

Национальный состав села — татары.

## Экономика
С 2013 года жители работают преимущественно в ООО «Ак Барс Буинск». Полеводство, мясо-молочное скотоводство.

## Инфраструктура
Дом культуры, библиотека, начальная школа, фельдшерско-акушерский пункт.

## Религия
Мечеть.